# Passiflora filamentosa
Passiflora filamentosa är en passionsblomsväxtart som beskrevs av Antonio José Cavanilles. Passiflora filamentosa ingår i släktet passionsblommor, och familjen passionsblomsväxter. Inga underarter finns listade i Catalogue of Life.